# Алергія
Алергі́я (грец. αλλος — інший і εργον — дія) — змінена чутливість організму тварин і людини до чужорідних речовин (так званих алергенів, здебільшого білкової природи), що вводяться повторно. Речовини, які спричинюють алергію — це здебільшого тваринні та рослинні білки, білкові речовини мікроорганізмів, іноді хімічні компоненти їжі.

## Патогенез
Коли алерген потрапляє до організму, на його знешкодження виділяється певна кількість антитіл, проте якщо в організмі є якісь порушення, то антитіл виділиться в надлишку, що призведе до надмірного обсягу високомолекулярних сполук, які і спричиняють розвиток реакції, від проявів якої страждає організм.
Алергени можуть потрапляти в організм через шкіру і слизові оболонки або надходити в кров з осередків запалення. Прояви алергії виникають лише тоді, коли перше і повторне надходження алергену розділені певним проміжком часу (не менше 5–7 днів). До проявів алергії належать протилежні за своїми ознаками, але спільні за первинним механізмом явища зміненої реактивності організму — анафілаксія (підвищення чутливості до шкідливої дії алергену) та імунітет (зниження чутливості внаслідок посилення опірності організму). Алергени поділяються на два типи: екзоалергени та ендоалергени.
Також існує ряд додаткових умов у кожному конкретному випадку щодо алергії. Наприклад, для розвитку медикаментозної алергії необхідно 3 стадії:
- Перетворення ЛЗ в таку форму, яка може реагувати з білками.
- Зв'язування з білками організму і утворення антигену.
- Імунна реакція організму на цей комплекс, який став чужорідним, шляхом утворення імуноглобулінів.[4]

Алергія — підвищена чутливість організму до будь-якого алергену. Людина може страждати від сінної лихоманки (полінозу), викликаної пилком рослин. Багато астматиків мають алергічні реакції на пил або мікроорганізми у вовні чи пір'ї тварин. Буває алергія на яйця чи медикаменти.
Деякі хімічні компоненти їжі здатні викликати алергічні прояви та здатні накопичуватись в тілі — Синій-1 (блискучий синій, E133), жовтий-5 (тартразин, E102), жовтий-6 (E110) і червоний-40 (E129). Було багато досліджень, які показали, що Жовтий-5 (тартразин або E102) може викликати кропив'янку та навіть симптоми астми у чутливих пацієнтів.

## Лікування та профілактика
Для профілактики необхідно виявити алерген (чи алергени) щоб уникнути (або критично зменшити) контакт з ними. Також, після виявлення алергенів, є метод довготривалого етапного лікування з десенсибілізацією до алергенів.
Для симптоматичного та патогенетичного лікування застосовують протиалергічні ліки: антигістамінні чи кортикостероїди.

### Алерген-специфічна імунотерапія
Алерген-специфічна імунотерапія (англ. АСІТ) — це обмежна дія алергену протягом тривалого часу, що дозволяє організму поступово звикнути до нього і не реагувати так гостро.
Існує 2 типи імунотерапії алергії:
- ін'єкційна
- сублінгвальна

Сучасніший тип імунотерапії називається англ. 'SLIT' (сублінгвальна імунотерапія). Для цього використовуються таблетки, які щодня розсмоктують під язиком. Це ефективна альтернатива щепленням від алергії. Але нині вона доступна тільки для декількох алергенів, включаючи пилових кліщів, пилок трав та амброзії.
Є дослідження, які показують, що ті, хто має домашніх тварин, мають значно менший ризик алергії та ожиріння — переважно завдяки покращенню мікробіома.